# 澤田俊一
澤田 俊一（さわだ しゅんいち、1926年 - 2003年6月22日）は、日本の洋画家。
京都市出身。日本美術会会員。武蔵野美術大学講師を務めた。陶芸家の澤田重人は実子。

## 経歴
- 1963年2月、日本美術会事務局長に選出[2]。同年4月、日本共産党中央委員会発行の「文化評論」誌に「第16回アンデパンダン展によせて」を発表[3]。
- 1991年6月から1995年7月まで、日本美術会附属研究所「民美」所長[2]。
- 2002年7月12日、熊谷榧、紺野修司、滝平二郎、谷内栄次、鳥居敏文、永井潔らとともに「『有事法制』に反対する美術家の声明」を発表[4]。
- 2003年6月22日、心筋梗塞のため東京都武蔵野市の病院で死去[1]。
- 2008年6月、回顧展開催。

## 主な著作
- 『やさしく学び楽しくえがくスケッチ入門』（梧桐書院、1981年）
- 『自然と芸術のあいだ』（形文社、1991年）
- 『澤田俊一作品集』（形文社、1993年）
- 『澤田俊一作品集』（形文社、1996年）

## 訳書
- 『色彩論の基本法則』（ハラルド・キュッパース、中央公論美術出版、1997年）